# Мирко Курир
Мирко Курир (29. септембар 1896. Сплит, Аустроугарска — 22. јануар 1980. Сплит, СФРЈ) је бивши југословенски фудбалер.
Био је члан прве Хајдукове генерације, за који је почео наступати 1914. године. До 1928. одиграо је укупно 282 утакмице и постигао је 38 голова. Освојио је титулу првака државе 1927. године. Играо је на позицији центархалфа, али је због своје скок игре био изузетно опасан из прекида.
За репрезентацију Југославије је дебитовао 10. фебруара 1924. у Загребу, на утакмици против Аустрије (1-4). Своју другу и последњу утакмицу у дресу са државним грбом одиграо је 28. септембра 1924. године против Чехословачке (0-2). Након завршетка играчке каријере, био је активан у управи Хајдука.